# فرودگاه میپل کریک
فرودگاه میپل کریک (به انگلیسی: Maple Creek Airport) یک فرودگاه همگانی است که یک باند فرود آسفالت دارد و طول باند آن ۹۴۰ متر است. این فرودگاه در کشور کانادا قرار دارد و در ارتفاع ۷۶۹ متری از سطح دریا واقع شده‌است.